# Lee Yun-gi
Pour les articles homonymes, voir Lee.
Yi Yun-gi (hangeul : 이윤기) est un auteur et traducteur sud-coréen né le 5 mai 1947 à Gunwi dans la province du Gyeongsangbuk-do en Corée du Sud et mort le 27 août 2010.

## Biographie
Yi Yun-gi est né dans la province du Gyeongsangbuk-do le 5 mai 1947. Bien qu'il ait fait officiellement ses débuts littéraires en 1977 et qu'il ait publié son premier recueil de nouvelles Hélicoptère blanc (Hayan hellikopteo) en 1988, ce n'est qu'au milieu des années 1990 qu'il gagne la reconnaissance du public. Pendant les vingt premières années de sa carrière, il était mieux connu comme traducteur prolifique : ainsi, au moment de la parution de son premier roman Porte du ciel (Haneurui mun) en 1994, il avait déjà traduit et publié plus de 150 ouvrages, dont les récits d'Umberto Eco, Le Nom de la Rose et Le Pendule de Foucault.

## Œuvre
Yi Yun-gi utilise sa connaissance de la mythologie pour construire des récits riches en symboles et en métaphores. Son expérience dans la traduction, qui nécessite une attention particulière pour peser la signification exacte de chaque mot, lui a conféré une précision dans le style et le choix des mots. L'une des particularités de son écriture est qu'elle contient beaucoup de dialogue. Bien que les écrivains coréens aient tendance à se concentrer davantage sur les descriptions plutôt que sur les dialogues, Yi Yun-gi s'appuie beaucoup sur les dialogues pour conduire son récit. Les échanges de paroles chez lui sont concis mais dynamiques, afin que les lecteurs puissent imaginer qu'il s'agit d'une conversation réelle. 
Dans ses œuvres, il se concentre essentiellement sur la compréhension des différents modes de vie de ses semblables avec une grande curiosité et en communiquant avec les autres. Son attitude envers ces modes de vie est marquée par un sens de la générosité et de l'optimisme. Ainsi, on trouve très peu de passages où il se plaint des cruautés de la vie, se sentant frustré ou désespéré par la bassesse de la nature humaine. Plutôt que d'exposer les problèmes de la vie, il se concentre sur leurs résolutions grâce au travail. Il utilise souvent d'anciens aphorismes remaniés librement et s'est évertué à exprimer une certaine vérité universelle de la vie. Une autre caractéristique de ses romans est l'humour et les traits d'esprits. Enfin, il s'inspire librement de sa connaissance de l'histoire, de la mythologie et de la culture orientale et occidentale. 
En 1998, il remporte le prix Dong-in pour Les Images cachées1 (Sumeun geurim chatgi1), et en 2000 le prix Daesan pour Dumulmeori.